# Ingvar Oldsberg
Ingvar Gunnar Oldsberg, född 31 mars 1945 i Annedals församling i Göteborg, död 10 februari 2022 i Domkyrkodistriktet i Göteborg, var en svensk sportjournalist och programledare i TV.

## Biografi
Oldsberg växte upp i Mölnlycke utanför Göteborg men tillbringade också mycket tid i Halland; på moderns sida hade han norska rötter. Han tog studenten 1965 och gjorde sedan militär grundutbildning på I 15 i Borås som sjukvårdare.
Oldsberg var först verksam som sportjournalist och fotbollskommentator. Senare övergick han till att leda underhållningsprogram i Sveriges Television (SVT). Han var 1972–1985 anställd på SVT och därefter arbetade han som frilans för bolaget fram till 2010/2011. Som programledare och i utformningen av sina program hade Oldsberg tagit intryck av Lennart Hyland.
Bland de program som Oldsberg ledde märks Oss skojare emellan (1982), Bell & Bom (1984), Avenyn upp och ner (1985), Oldsberg – för närvarande (1989–ca 1994)  och Tipsextra i några säsonger under första halvan av 1990-talet. Han var blev mest känd som programledare för SVT:s långlivade frågesportprogram På spåret 1987–2009, innan Kristian Luuk tog över som programledare. Oldsberg skrev själv ledtrådarna i programmet.
Under sommaren 2001 var han programledare för Bingolotto sommarnöje i TV4. År 2006 var han Sveriges Televisions julvärd. Under hösten 2008 ledde han tillsammans med programledarduon Filip och Fredrik TV-programmet Vem kan slå Filip och Fredrik? på Kanal 5. Hösten 2009 till hösten 2010 ledde Oldsberg en ny version av Här är ditt liv i SVT. I augusti 2011 slutade Oldsberg som programledare för Sveriges Television, och efter det har han bland annat lett Slaget om Sverige och Sverigequizen i TV4.
Oldsberg anordnade årligen en tennisturnering för 13-åringar till minne av sin bror Peter Oldsberg (1949–1990) som avled i cancer 41 år gammal. I januari 2011 meddelade Ingvar Oldsberg att även han drabbats av cancer.
Oldsberg utsågs till Årets göteborgare 2006. Han fick Hederspriset på Kristallen 2012. Mellan 24 augusti 2014 och 3 december 2017 var han programledare i Bingolotto, något som redan var aktuellt inför 1999.
År 2016 mottog Oldsberg, tillsammans med Kjell Forshed och Ulla Skoog Svenska byggnadsvårdsföreningens utmärkelse Årets byggnadsvårdare med följande motivering:
”Ingvar Oldsberg har lyckats rädda kranarna i Göteborgs hamn efter Cityvarvets konkurs genom att personligen köpa en kran och dessutom inspirera tre storbolag att också förvärva kranar. Älvstranden Utveckling AB har som gåva fått kranarna som i stället för att rivas nu kommer att bevaras som landmärken i stadsbilden, framhålla Göteborgs industrihistoriska betydelse och stärka identiteten som hamnstad. Oldsbergs engagemang är föredömligt i dagens snabba stadsutveckling där kulturarvet alltmer nonchaleras".

### Privatliv
Oldsberg bodde i lägenhet i Göteborg, hus på Orust och lägenhet på Costa del Sol. Under en period ägde han herrgården Baldersnäs i Dalsland. Han var under olika delar av sitt liv gift med Laila Oldsberg och Monica Oldsberg samt sambo med Gunilla Knutsson och Pauline Wood. Oldsberg var från 2016 fram till sin död förlovad med hotelldirektören Maria Sandeblad. Han fick tre barn, sonen Staffan Oldsberg och två döttrar, Karolina och Viktoria.
Ingvar Oldsberg är begravd på Råda kyrkogård.

## Lista över program med Ingvar Oldsberg
| År                     | Kanal               | Titel                          |
| ---------------------- | ------------------- | ------------------------------ |
| 1982                   | Sveriges Television | Oss skojare emellan            |
| 1984–1985              | Sveriges Television | Bell & Bom                     |
| 1985                   | Sveriges Television | Avenyn upp och ner             |
| 1987–2009              | Sveriges Television | På spåret                      |
| 1989–1994              | Sveriges Television | Oldsberg - för närvarande      |
| I början av 1990-talet | Sveriges Television | Tipsextra                      |
| 1995                   | TV4                 | Småstjärnorna                  |
| 2001                   | TV4                 | Bingolottos sommarnöje         |
| 2008                   | Kanal 5             | Vem kan slå Filip och Fredrik? |
| 2009–2010              | Sveriges Television | Här är ditt liv                |
| 2011                   | TV4                 | Slaget om Sverige              |
| 2013–2016              | TV4                 | Sverigequizen                  |
| 2014–2017              | TV4                 | Bingolotto                     |